# Der Bergdoktor (2008)
Der Bergdoktor is een Duits-Oostenrijkse dramaserie die draait om de gebeurtenissen in en rond de dokterspraktijk van dr. Martin Gruber. De serie is een opvolger van de gelijknamige televisieserie Der Bergdoktor die liep van 1992 tot 1997.
De serie werd voor het eerst uitgezonden op ORF 2 op 6 februari 2008, een dag later volgde de ZDF. Nog steeds verschijnen nieuwe afleveringen het eerst op de Oostenrijkse zender. Op 28 februari 2018 werd daar de laatste aflevering van seizoen 11 uitgezonden.

## Rolverdeling

### Huidige bezetting
| Acteur             | Personage                           | Sinds seizoen | Rolbeschrijving |  |
| ------------------ | ----------------------------------- | ------------- | --- |  |
| Hans Sigl          | Dr. Martin Gruber                   | 1             | 'Bergdokter', hoofdpersonage van de reeks, zoon van Lisbeth, broer van Hans, vader van Lilli en Johann, echtgenoot van Karin, ex-vriend van Franziska, ex-verloofde van Anne        |  |
| Mark Keller        | Dr. Alexander Kahnweiler            | 1             | Ziekenhuisdirecteur van het ziekenhuis in Hall, beste vriend van Martin, echtgenoot van Vera, adoptievader van Jens-Torben                                                          |  |
| Ronja Forcher      | Lilli Gruber                        | 1             | Voormalig doktersassistente van Martin, dochter van Martin en 'quasi-dochter' van Hans, kleindochter van Lisbeth en Rolf, ex-vriendin van Robert, vriendin van David                |  |
| Monika Baumgartner | Elisabeth "Lisbeth" Gruber          | 1             | Mater familias van de familie Gruber, moeder van Martin en Hans, grootmoeder van Lilli, Sophia en Johann                                                                            |  |
| Heiko Ruprecht     | Hans Gruber                         | 1             | Eigenaar van het Gruberhof, zoon van Lisbeth, broer van Martin, 'quasi-vader' van Lilli, vader van Sophia, ex-levensgezel van Susanne, ex-vriend van Linn, affairepartner van Julia |  |
| Natalie O'Hara     | Susanne Dreiseitl                   | 1             | Eigenares van "Wilden Kaisers", moeder van Sophia, ex-levensgezellin van Hans, ex-vriendin van Paull                                                                                |  |
| Rebecca Immanuel   | Dr. Vera Frendrich                  | 6             | Dokter in het ziekenhuis van Hall, echtgenote van Alexander, adoptiemoeder van Jens-Torben                                                                                          |  |
| Ylvi Unertl        | Sophia Gruber                       | 13            | Dochter van Hans en Susanne, kleinkind van Lisbeth, schoolvriendin van Lukas |  |
| Annika Ernst       | Dr. Johanna Angelika "Geli" Rüdiger | 14            | Vervangende ziekenhuisdirectrice van het ziekenhuis in Hall, ex-affairepartner van Christina                                                                                        |  |
| Barbara Lanz       | Caro Pflüger                        | 16            | Dochter van Rolf, zus van Sonja, ex-echtgenote van Claus |  |
| Hilde Dalik        | Karin Bachmeier                     | 16            | Bankier, moeder van Josie, echtgenote van Martin |  |
| Lieselotte Voß     | Josephine "Josie" Bachmeier         |               | Dochter van Karin |  |
| Nathalie Schott    | Julia Andermatt                     | 16            | Bankier, moeder van Lukas, affairepartner van Hans |  |
| Frédéric Brossier  | David Kästner                       | 17            | Doktersassistent van Martin, voormalig paramedicus, vriend van Lili |  |
| Mattis Feldmann    | Lukas Weiler                        | 18            | Zoon van Julia, schoolvriend van Sophia |  |

### Voormalige bezetting
| Acteur            | Personage                                | Seizoenen | Rolbeschrijving |
| ----------------- | ---------------------------------------- | --------- | --- |
| Siegfried Rauch † | Dr. Roman Melchinger                     | 1-11      | Dr. Roman Melchinger is de voormalige dokter uit Ellmau, die vroeger al Martins huisarts was. Roman ziet in hem de perfecte opvolger voor zijn praktijk. Omdat hij zich na zijn pensionering vaak verveelt, helpt hij vaak patiënten achter de rug van Martin om. Voor Martin is Roman tegelijk een voorbeeld vanwege zijn jarenlange ervaring. Op 11 maart 2018 overleed de acteur Siegfried Rauch. Het is nog onbekend wat er met het personage in de toekomst zal gebeuren. |
| Nicole Beutler    | Assistente in de praktijk van Dr. Gruber | 7-11      | |